# Biodlaren
Biodlaren (grekiska: Ο μελισσοκόμος, O melissokomos) är en grekisk dramafilm från 1986. Filmen är regisserad av Theo Angelopoulos, som även skrivit manus tillsammans med Tonino Guerra och Dimitris Nollas.

## Rollista (i urval)
- Marcello Mastroianni – Spyros
- Nadia Mourouzi – The Girl
- Serge Reggiani – Sick Man
- Jenny Roussea – Spyros fru
- Dinos Iliopoulos – Spyros vän